# Vodranty

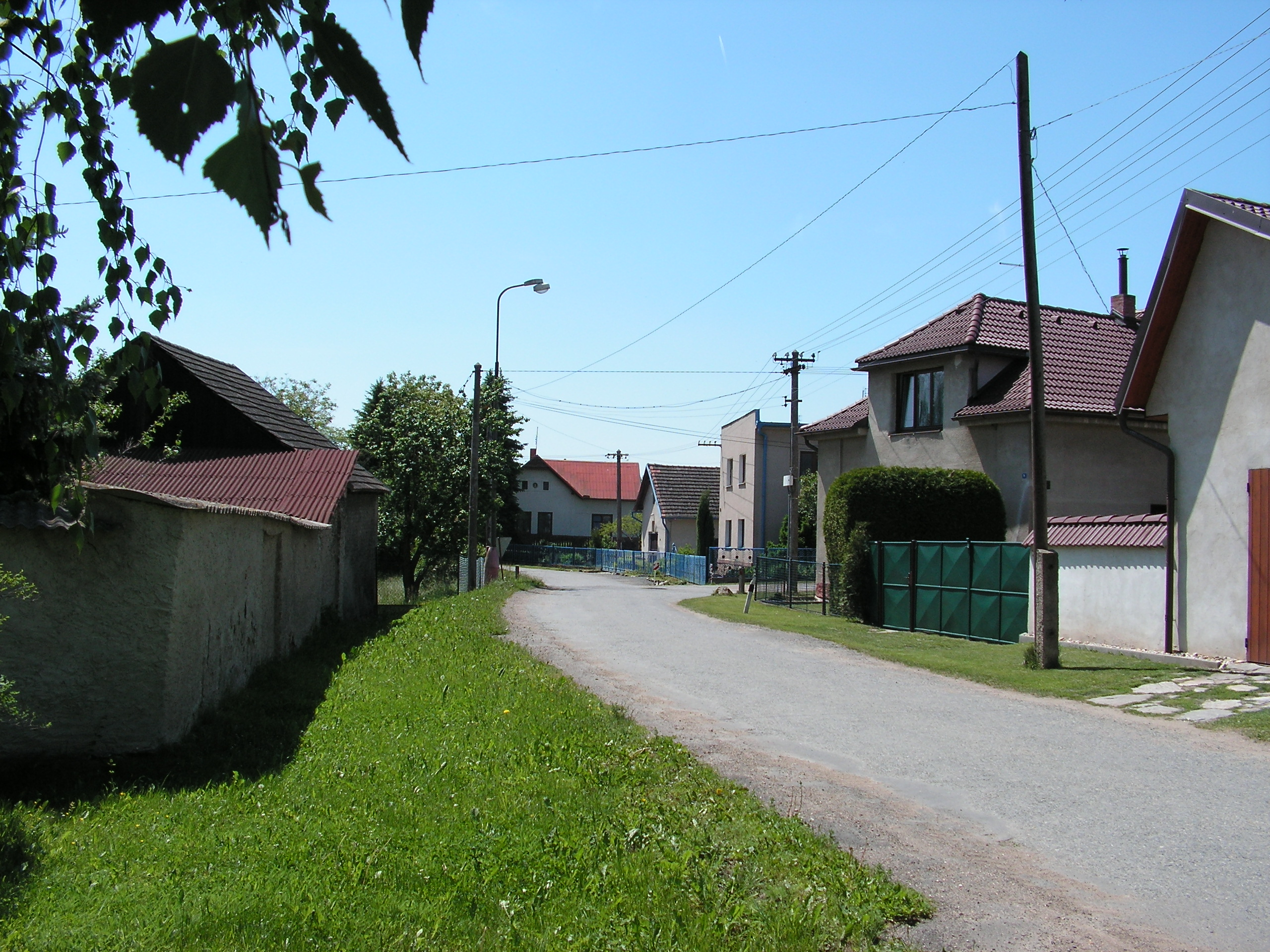
Dorfstraße in Vodranty (2012)

Vodranty (deutsch: Wodrant, früher auch Lodrant) ist eine Gemeinde im Okres Kutná Hora in der Mittelböhmischen Region in der Tschechischen Republik. Am 31. Dezember 2009 hatte sie 71 Einwohner. Der Ort liegt fünf Kilometer südwestlich von Čáslav und rund acht Kilometer südöstlich von Kutná Hora in der Böhmisch-Mährischen Höhe.

## Geographie
Vodranty befindet sich linksseitig über dem Tal der Klejnárka. Nachbarorte sind Kluky und Močovice im Norden, Cihelna und Čáslav im Nordosten, Krchleby im Osten, Štrampouch und Dubina im Südosten, Souňovský Mlýn und Chedrbí im Süden, Třebonín und Souňov im Südwesten, Nová Lhota, Chrást und Hájek im Westen sowie Olšany im Nordwesten.

## Geschichte
Die erste schriftliche Erwähnung des zur Herrschaft Žleby gehörigen Hofes Vodrant erfolgte 1738, seine Besitzer waren die Fürsten von Auersperg. Nach Antonín Profous soll der Platz ursprünglich (bei der Gründung) Rodland geheißen haben, woraus sich später der Name Lodrant entwickelt habe. In der zweiten Hälfte des 18. Jahrhunderts wurde der Hof parzelliert und an Siedler verkauft. Der heutige Ortsname Vodranty ist seit 1785 nachweisbar.
Nach der Aufhebung der Patrimonialherrschaften bildete Vodranty eine Gemeinde im Gerichtsbezirk Časlau. Ab 1868 gehörte das Dorf zum Bezirk Časlau. Im Zuge der Gebietsreform von 1960 wurde der Okres Čáslav aufgehoben; Vodranty wurde dem Okres Kutná Hora zugeordnet und nach Krchleby eingemeindet. Seit dem 24. November 1990 besteht die Gemeinde Vodranty wieder.